# Ulocladium consortiale
Ulocladium consortiale är en svampart som först beskrevs av Thüm., och fick sitt nu gällande namn av E.G. Simmons 1967. Ulocladium consortiale ingår i släktet Ulocladium och familjen Pleosporaceae.   Inga underarter finns listade i Catalogue of Life.